# 윤소정 (양궁 선수)
윤소정(1993년 7월 5일 ~ )은 대한민국의 전 컴파운드 양궁 선수이다.